# Rui Raínho
Rui Pedro Machado Bandeira Raínho (sinh ngày 27 tháng 6 năm 1989) là một cầu thủ bóng đá người Bồ Đào Nha thi đấu cho S.C. Freamunde ở vị trí hậu vệ.

## Sự nghiệp bóng đá
Vào ngày 27 tháng 7 năm 2014, Raínho có màn ra mắt cho Freamunde trong trận đấu tại Cúp Liên đoàn bóng đá Bồ Đào Nha 2014–15 trước Covilhã.